# Samuel Lee (simhoppare)
Samuel "Sammy" Lee, född 1 augusti 1920 i Fresno, död 2 december 2016 i Newport Beach, var en amerikansk simhoppare.
Lee blev olympisk guldmedaljör i höga hopp vid sommarspelen 1948 i London.